# Orthostichopsis tenuis
Orthostichopsis tenuis là một loài Rêu trong họ Pterobryaceae. Loài này được (A. Jaeger) Broth. miêu tả khoa học đầu tiên năm 1906.